# Aeroportul Mandalgovi
Aeroportul Mandalgovi (IATA: MXW, ICAO: ZMMG) este un aeroport din Dund-Gobi-Aimag, Mongolia.
Situat la o altitudine de 1.459 m, aeroportul dispune de o singură pistă.